# Trichaptum lacunosum
Trichaptum lacunosum är en svampart som beskrevs av Corner 1987. Trichaptum lacunosum ingår i släktet Trichaptum och familjen Polyporaceae.   Inga underarter finns listade i Catalogue of Life.